# Bathythrix praestans
Bathythrix praestans är en stekelart som först beskrevs av André Seyrig 1952.  Bathythrix praestans ingår i släktet Bathythrix och familjen brokparasitsteklar. Inga underarter finns listade.